# Джерен Морай
Джерен Морай (на турски: Ceren Moray) е турска актриса, известна в България с ролята си на Су от сериала „Мечтатели“.

## Биография
Джерен Морай е родена на 5 юни 1985 година в Диарбекир, Турция. Единствено дете в семейството, няколко години след раждането си се местят в Истанбул, където Джерен получава театрално образование. Родителите на баща ѝ са от кюрдски произход, а нейната майка е от град Кастамону. От октомври 2017 насам е омъжена за французин.

## Филмография
| Година | Филм                      | Роля        |        |
| ------ | ------------------------- | ----------- | ------ |
| 2003   | Serseri Aşıklar           |             | Сериал |
| 2004   | Dayı                      | Симге       | Сериал |
| 2005   | Nefes Nefese              | Езги        | Сериал |
| 2006   | Doktorlar                 | Сенем       | Сериал |
| 2007   | Мечтатели (Kavak Yelleri) | Су – Султан | Сериал |